# Guerre de Pyrrhus en Italie
Batailles
- Siège de Tarente (281)
- Bataille d'Héraclée (280)
- Bataille d'Ausculum (279)
- Prise d'Erice (278 et 277)
- Siège de Lilybaeum (277-276)
- Bataille de Bénévent (275)
- Prise de Tarente (272)
- Prise de Rhêgion (271 ou 270)

La guerre de Pyrrhus ou guerre pyrrhique, qui se déroule en Italie et en Sicile entre 280 et 275 av. J.-C., est marquée par une succession de batailles et d'alliances politiques concernant les Grecs, essentiellement les cités grecques de Grande-Grèce, l'Épire et la Macédoine par l'intermédiaire du roi Pyrrhus Ier, la République romaine, les peuples italiques dont les Samnites et les Étrusques, et les Carthaginois.
La guerre est provoquée par la réaction de Tarente, ville de Grande-Grèce, menacée par la politique expansionniste romaine. Les habitants de la ville finissent par faire venir Pyrrhus Ier en Italie afin de les soutenir. Les opérations militaires se déroulent au départ dans le sud de l'Italie et impliquent les peuples italiques locaux qui tentent de profiter de l'occasion pour retrouver leur indépendance face à la suprématie romaine. Bien qu'ayant remporté plusieurs victoires sur les Romains, Pyrrhus ne parvient pas à menacer leur intégrité. Les objectifs de Pyrrhus, qui semblent être de fonder un nouvel État grec en unifiant les peuples de Grande-Grèce et de Sicile, l'éloignent un temps des Romains. En effet, Pyrrhus s'implique également en Sicile et tente de chasser les Carthaginois de l'île. À ce moment, les Romains et les Carthaginois opèrent un rapprochement diplomatique mais il ne semble pas y avoir eu d'opérations militaires coordonnées. Quand Pyrrhus débarque en Sicile par exemple, les Carthaginois assument seuls la guerre.
Finalement, Pyrrhus ne peut se maintenir en Sicile et revient en Italie pour tenter une dernière fois de s'imposer face aux Romains. Après avoir subi une lourde défaite dans le Samnium, Pyrrhus quitte définitivement l'Italie et retourne en Épire puis en Macédoine. Ce départ laisse le champ libre aux Romains qui peuvent alors étendre leur suprématie sur tout le sud de l'Italie.

## Contexte historique

### Rome

#### Sur le plan extérieur
Durant la première moitié du IVe siècle av. J.-C., les Romains parviennent à stabiliser la frontière au nord avec les Gaulois, à soumettre les Èques et les Volsques et à conclure des trêves avec les Étrusques et les Latins. Ils entament alors un mouvement d'expansion vers le sud de la péninsule italienne. La victoire dans les trois guerres samnites (343-341, 327-304 et 298-290) assure à Rome le contrôle d'une grande partie du centre et du sud de l'Italie. La stratégie politique et militaire consistant à établir de nouvelles colonies latines, à déduire des colonies romaines et à construire un réseau routier (les travaux de la via Appia commencent en 312), témoigne de l'importance de cette expansion vers le sud. Ce mouvement amène les Romains à se confronter en Grande-Grèce à une civilisation capable de leur résister, organisée militairement, politiquement et culturellement.
La stratégie romaine repose sur leur capacité à briser les liens de solidarité existant entre les peuples ou les villes, afin d'affaiblir la résistance de l'ennemi. Pour cela, Rome déduit des colonies en pays étranger comme Luceria en 315 ou 314 et Venusia en 291,. La politique d'Appius Claudius Caecus contribue également grandement à renforcer le processus de romanisation, avec par exemple la poursuite des travaux de construction de la via Appia. Ce dernier est parmi les premiers à avoir compris que l'intégration de la société grecque au monde romain est l'occasion pour Rome de s'enrichir et à intensifier les échanges avec les marchands grecs et osques, répondant ainsi aux nouvelles exigences de la plèbe urbaine.
Pendant et juste après les guerres samnites, Rome a maintenu une attitude ambiguë envers les peuples italiques plus méridionaux, les Lucaniens. Vers 304 av. J.-C., Rome signe un traité avec les Lucaniens, les encourageant ou en tout cas leur permettant de lancer de nouveau des opérations de razzia sur les cités grecques du littoral. Mais dans le même temps, Rome passe des accords avec la ville grecque, la soutenant indirectement dans sa lutte contre les Italiques. Ce double jeu permet aux Romains d'intégrer les Lucaniens dans leur réseau diplomatique au moment où ils cherchent à isoler et soumettre définitivement les Samnites, mais l'absence de véritable intérêts communs n'a pas permis d'établir des liens plus étroits, se limitant à de simples alliances.
Il n'est pas possible de déterminer avec précision la nature des relations commerciales unissant Rome aux villes les plus importantes de Grande-Grèce, mais il est probable qu'il y ait eu un partage des intérêts commerciaux entre les Romains et les cités grecques de Campanie comme en témoigne à partir de 320 l'émission de pièces romano-campaniennes. Il n'est pas clair si ces accords commerciaux ont provoqué les guerres samnites et l'expansion romaine vers le sud ou s'ils en sont une conséquence. Il est donc impossible de déterminer l'importance de l'influence de ces intérêts dans la politique expansionniste, au moins jusqu'à la deuxième moitié du IIIe siècle av. J.-C. Quoi qu'il en soit, en annexant la Campanie, Rome reprend à son compte le mouvement d'expansion vers le sud des populations osques, de Capoue notamment, ces dernières étant présentes en Sicile depuis le Ve siècle av. J.-C. Ce mouvement vers le sud a également pu être motivé par les besoins croissants en terres fertiles de la population rurale que les conquêtes au centre et au nord de l'Italie n'ont pas comblé.

#### Sur le plan intérieur
Le développement économique de Rome entre le IVe et le IIIe siècle av. J.-C. a donc entraîné des contacts croissants avec la Grande-Grèce qui ont eu des conséquences importantes sur la vie institutionnelle, culturelle et sociale à Rome. La vie culturelle romaine a été fortement influencée par la philosophie pythagoricienne qui s'est répandue parmi l'élite aristocratique et par le contact avec l'historiographie hellénistique qui a profondément altéré la production historiographique romaine. Dans le même temps, le développement économique et la politique sociale ont favorisé l'élévation d'une partie de la classe plébéienne, ce qui a conduit à la disparition ou l'atténuation des plus anciennes formes de subordination sociale comme la servitude pour endettement, assurant ainsi une plus grande mobilité sociale et provoquant l'émergence d'un prolétariat romain. La population de Rome croît alors rapidement, entraînant de nombreuses nouvelles constructions et une modification profonde de l'équilibre social.
Cette période comprise entre le IVe et le IIIe siècle av. J.-C. est également une période de transformations sur le plan militaire. Le modèle traditionnel de la phalange hoplitique est remplacé par une organisation manipulaire, renforçant la mobilité des légions et augmentant les possibilités tactiques. Dans le même temps, l'armée est organisée en trois lignes de combats liées aux trois premières classes divisées selon l'âge et non plus selon le cens. Le recrutement est quant à lui élargi pour la première fois au prolétariat romain, les plébéiens les plus pauvres, entre 281 et 280 av. J.-C. afin de compenser rapidement les lourdes pertes des premières défaites.

### Grande-Grèce

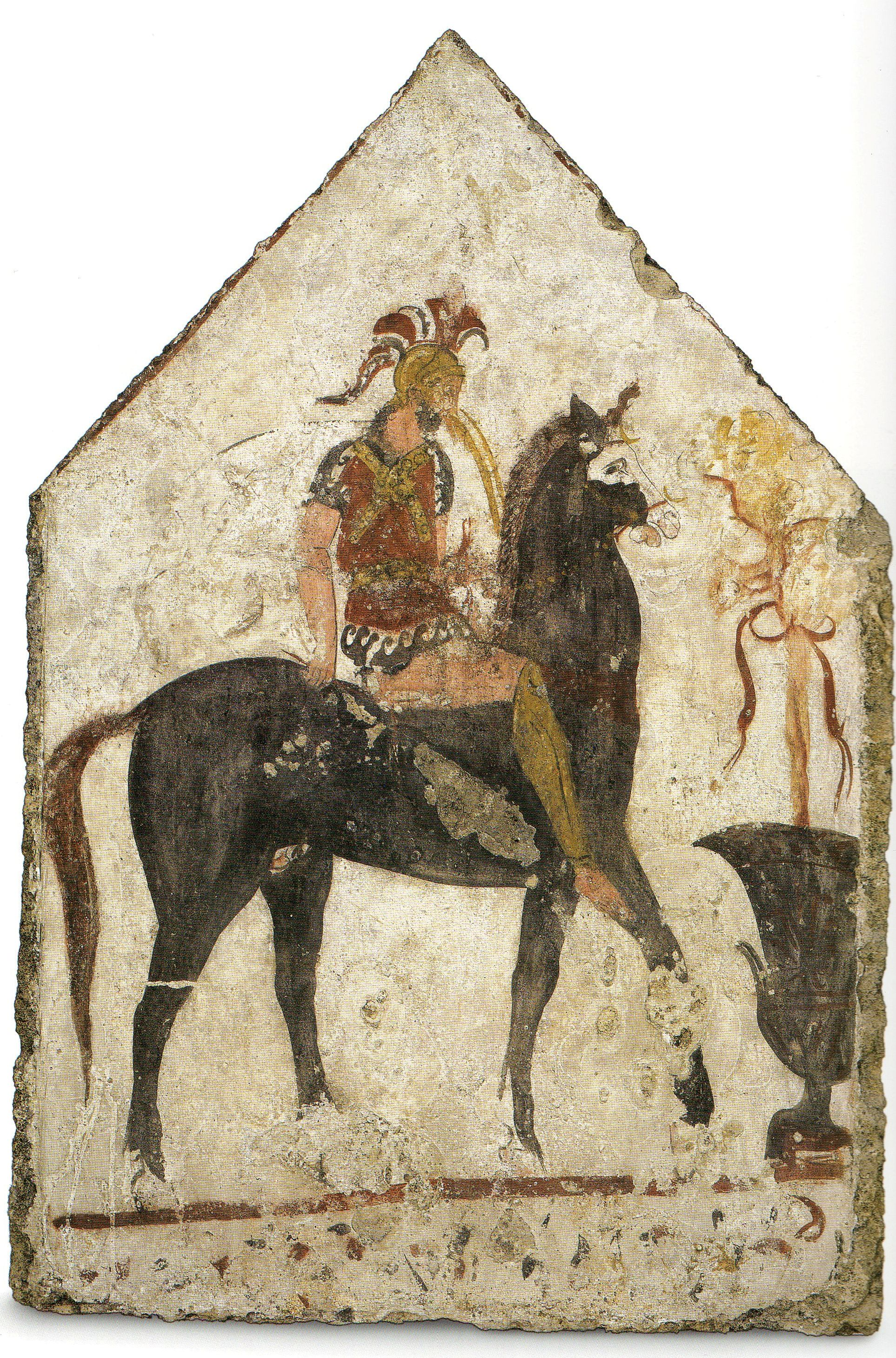
Cavalier lucanien sur une fresque d'une tombe lucanienne de Paestum.

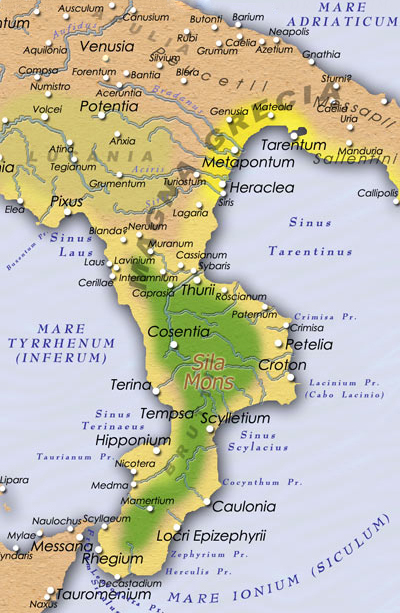
Carte de la Grande-Grèce.

Dès la deuxième moitié du IVe siècle av. J.-C., la Grande-Grèce commence lentement à céder aux attaques incessantes des peuples sabelliens, essentiellement les Bruttiens et les Lucaniens. La plupart des villes du sud de l'Italie, y compris Tarente, maintiennent leur économie grâce aux échanges commerciaux avec les peuples de l'intérieur des terres et les villes de Grèce. Malgré la fondation au début du Ve siècle av. J.-C. d'une ligue défensive unissant les cités italiotes, dominée par Tarente, elles sont souvent contraintes de faire appel à des mercenaires originaires de Grèce, des aventuriers qui ont l'ambition de se tailler un empire personnel comme Archidamos III de Sparte entre 342 et 338 av. J.-C. ou Alexandre le Molosse entre 335 et 330 av. J.-C., pour se défendre contre les attaques des peuples italiques, qui, avec la formation de la confédération des Lucaniens à la fin du Ve siècle av. J.-C., se sont étendus jusque sur les bords de la mer Ionienne. De nouvelles attaques des Lucaniens forcent les Tarentins à faire une nouvelle fois appel à des mercenaires de Grèce, commandés par Cleonyme de Sparte entre 303 et 302 av. J.-C. Les Lucaniens sont vaincus et demandent la paix mais les relations entre Cléonyme et les Tarentins se détériorent et ces derniers cherchent à se débarrasser de leur protecteur devenu encombrant. Une armée romaine qui opère à ce moment-là dans le territoire des Sallentins affronte peut-être Cléonyme avant que ce dernier ne parte s'aventurer dans le nord de l'Adriatique où il trouve la mort.
L'intervention de ces « champions de l'hellénisme » est limitée dans le temps et peu efficace, ces derniers étant déçus dans leurs ambitions car bloqués par l'expansion romaine qui les empêche de concrétiser leur rêve. Au cours de ces guerres, les Tarentins, dans une tentative de faire valoir leur droit sur l'Apulie, concluent un traité avec Rome, traditionnellement daté de 302 av. J.-C., mais qui peut en fait remonter à 325 av. J.-C. Selon ce traité, les Romains s'engagent à ne pas franchir avec leur flotte le Promunturium Lacinium (aujourd'hui Cap Colonna), à hauteur de Crotone,. Cette entente fait suite aux craintes des Tarentins face aux conséquences possibles de l'alliance conclue entre Rome et Naples en 327 av. J.-C. et de la fondation de la colonie romaine de Luceria en 314,. Les Tarentins craignent alors de devoir renoncer à leurs ambitions de conquête des territoires situés au nord des Pouilles, bloqués par la progression des Romains. Ce traité permet en outre aux Tarentins de conserver le contrôle exclusif du golfe de Tarente.
L'intervention d'Agathocle de Syracuse entre 298 et 295 av. J.-C., permet un retour à l'ordre dans la région après la défaite des Bruttiens. Néanmoins, Tarente et Syracuse perdent peu à peu la confiance des habitants grecs des petites villes du sud de l'Italie qui se tournent vers Rome qui semble plus apte à les protéger, étant alliée des Lucaniens et ayant fait preuve de son efficacité militaire après ses victoires sur les Samnites, les Étrusques et les Gaulois,. Les Romains peuvent s'investir de plus en plus dans les affaires de l'Italie du sud, montrant à Tarente qu'elle n'a plus le monopole pour régler les affaires de la ligue italiote et profitant des luttes politiques internes qui affaiblissent les cités grecques. En effet, l'aristocratie fait face à une montée en puissance des partis populaires, partisans de la démocratie. Les aristocraties locales sont favorables à un rapprochement avec les Romains qui pourraient se révéler bénéfique en consolidant leur pouvoir. À l'inverse, les partis populaires se montrent hostiles à toute alliance. Les Romains, comme cela a déjà été le cas pour les grandes villes de Campanie, vont pouvoir s'appuyer sur les éléments aristocratiques afin d'imposer leur présence militaire en Grande-Grèce, leur permettant ensuite de mettre en place une politique expansionniste.

## Casus belli

### Intervention de Rome à Thourioi (285)
À la mort d'Agathocle de Syracuse en 289, les Lucaniens, un temps alliés de Rome, se rebellent, envahissent et dévastent le territoire de la ville grecque de Thourioi. En 285, Les habitants de la ville, conscients de leur faiblesse militaire, envoient une délégation à Rome pour demander de l'aide. La première intervention romaine est purement diplomatique mais permet tout de même d'empêcher une attaque des Lucaniens. Mais les Lucaniens, soutenus cette fois par les Samnites qui rompent leur alliance avec Rome, reprennent très vite les hostilités contre Thourioi, encouragés par les difficultés que rencontrent les Romains en Étrurie.
Les habitants de Thourioi dépêchent une deuxième délégation à Rome. Les Romains, ayant rétabli la situation en Étrurie au cours de l'année 283, envoient le consul Caius Fabricius Luscinus qui défait les italiques coalisés menés par Stenius Stallius, malgré son infériorité numérique. Il place alors une garnison dans Thourioi. Les Fasti triumphales signalent la célébration d'un triomphe sur les Lucaniens, Samnites et Bruttiens par le consul aux nones de mars pour l'année 281 ou 282. Après ce succès, les villes de Rhêgion, Locres, Hipponium et Crotone demandent à être placées sous la protection de Rome. En 282 un contingent de 4 000 hommes, baptisé legio Campana et composé de mercenaires samnites, prend position dans Rhêgion,, sous les ordres du général campanien Decius Vibullius. Ces évènements marquent le début de l'expansion romaine vers l'extrême sud de l'Italie,. En apportant un soutien direct aux cités grecques, Rome renonce à son alliance avec les Lucaniens au risque de provoquer des soulèvements, préférant s'allier aux Italiotes dont le niveau de culture est comparable au sien.
L'aide accordée par Rome à Thourioi a été perçue par les Tarentins comme une violation d'une des clauses du traité conclu quelques années plus tôt bien que les opérations militaires ne se soient déroulées que sur terre. La ville de Thourioi a toujours été située dans la sphère d'influence de Tarente, au nord du Cap Lacinium. Tarente craint alors de perdre de son influence sur les autres villes du Golfe,.

### Nouvelle violation du traité de 302 (282)
Rome, allant cette fois délibérément à l'encontre des clauses du traité, envoie à l'automne 282, une petite flotte, apparemment sans intention agressive,, dans le Golfe de Tarente, peut-être afin de négocier directement avec les Tarentins sous la pression des negotiatores ou parce que les Romains considèrent le traité comme caduc ou encore pour procéder à des manœuvres visant à intimider les Tarentins. Cette flotte, qui se compose de dix navires,, est commandée par l'amiral Lucius Valerius Flaccus, ou par l'ancien consul Publius Cornelius Dolabella. Arrivée en vue de Tarente, alors que les habitants célèbrent des festivités en l'honneur de Dionysos, les Dionysies, dans un théâtre tourné vers la mer, les intentions de la flotte sont jugées menaçantes et pensant que les Romains attaquent la ville, les Tarentins se défendent,, menés par les chefs des démocrates Ainésios et Philocharis. Sur les dix navires, quatre sont coulés, un navire est capturé tandis que les cinq autres parviennent à s'échapper. Parmi les Romains capturés, certains sont emprisonnés et d'autres sont mis à mort,. Le but des Romains a peut-être été de provoquer des dissensions entre aristocrates et démocrates afin de profiter de leur désaccord pour s'imposer avec le soutien de l'aristocratie.
Après cet incident, les Tarentins réalisent que leur réaction à la provocation romaine pourrait les conduire à la guerre. Convaincus de l'attitude hostile de Rome envers eux, ils mettent sur pied une armée qui marche sur Thourioi. La ville est prise et mise à sac et avec l'aide des démocrates tarentins, les habitants chassent la garnison romaine ainsi que les représentants de l'aristocratie locale,, dont ils confisquent les biens.

### L'outrage de Philonidès (282-281)
À la suite de l'attaque de Tarente, les dirigeants romains, sans pour autant sous-estimer la gravité de la situation, préfèrent tenter de résoudre la crise par les voies diplomatiques plutôt que de déclarer immédiatement la guerre aux Tarentins,. Une ambassade menée par Lucius Postumius Megellus est envoyée de Rome à Tarente pour demander la libération des prisonniers romains, le retour des aristocrates expulsés de Thourioi, la restitution des biens volés lors du pillage de la ville et la livraison des responsables de l'attaque sur les navires romains,. Les Tarentins, conscients qu'une nouvelle provocation suffira à basculer dans la guerre, reçoivent les ambassadeurs dans le théâtre d'où ils avaient vu les navires romains entrer dans le golfe au printemps 281. Selon les auteurs antiques, le discours de Postumius est écouté avec peu d'intérêt, les dignitaires tarentins se montrant dès le début très critiques quant aux fautes de grammaire et aux termes de grec utilisés, plutôt que de rester attentif à la signification et à la portée du message,. Au moment où les ambassadeurs quittent le théâtre, un dénommé Philonidès, en proie à l'ivresse, soulève sa robe et urine sur la toge des Romains,. Devant cet outrage et cette atteinte à l'inviolabilité des ambassadeurs reconnue par le droit international (ius gentium), Postumius essaie de réveiller la colère des dignitaires tarentins à l'encontre du citoyen. Mais il se rend compte que ceux qui sont présents dans le théâtre, loin de condamner le geste, semblent apprécier l'acte de Philonidès.

« À ce moment, toute l'assemblée éclata de rire, les plus insolents frappèrent des mains comme pour applaudir cet outrage. Postumius, tournant les yeux sur Philonidès : « Nous recevons, dit-il, cet augure, indigne babillard que tu es, puisque les Tarentins nous donnent même ce que nous n'avons pas demandé ». Ensuite, se tournant vers le peuple et montrant sa toge souillée, lorsqu'il s'aperçut que les éclats de rire redoublaient et qu'il entendit les railleries de quelques-uns qui applaudissaient à l'insolence de Philonidès : « Riez, dit-il, Tarentins, tant que vous le pouvez, vous aurez à l'avenir tout le temps de pleurer ». Sur ces menaces, plusieurs Tarentins ayant fait éclater leur indignation : « Et pour vous irriter encore plus, ajouta-t-il, sachez qu'il vous en coûtera beaucoup de sang pour laver ces habits ». »

— Denys d'Halicarnasse, Antiquités romaines, XIX, 5, 4
Les ambassadeurs romains quittent alors la ville et retournent à Rome où ils arrivent en 281, alors que Lucius Aemilius Barbula et Quintus Marcius Philippus occupent le consulat. Ils informent le Sénat qu'ils n'ont reçu aucune réponse des Tarentins et rapportent l'outrage qu'ils ont subi. Les sénateurs hésitent sur la conduite à tenir. Pour certains, la déclaration de guerre doit être immédiate, un tel affront ne pouvant rester impuni. D'autres préfèrent temporiser, une expédition militaire dans le Sud de l'Italie pouvant se révéler risquée étant donné que les peuples italiques ne sont pas encore tout à fait soumis. Finalement, la décision de déclarer la guerre à Tarente est soumise au vote et la majorité se prononce pour une action immédiate sous la pression d'une partie des grandes familles dont la gens Fabia. La décision est ensuite ratifiée par le peuple.
L'authenticité des faits tels que rapportés par Denys d'Halicarnasse n'est pas garantie. Il est possible que les Romains aient inventé ou exagéré les faits de façon à légitimer leur déclaration de guerre. Une telle atteinte à la dignité d'ambassadeurs romains est un prétexte idéal pour Rome pour engager une guerre qui paraît juste (iustum bellum). L'incident permet également aux auteurs antiques de mettre en avant le contraste entre la légèreté et l'inconscience des Grecs face à la pondération et au calme des Romains.

## Déroulement de la guerre

### L'offensive de Barbula et l'appel de Tarente à Pyrrhus (281)

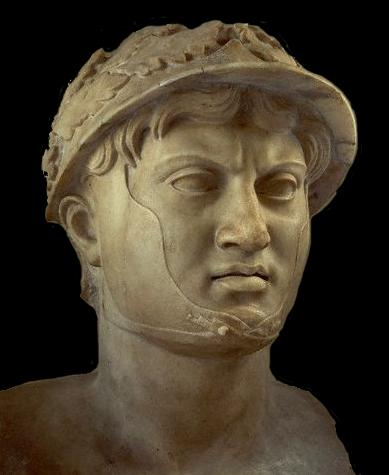
Buste de Pyrrhus, musée archéologique national de Naples.

Lucius Aemilius Barbula est contraint de suspendre temporairement la campagne qu'il a entreprise contre les Samnites et se voit confier par le peuple la mission de négocier une dernière fois la paix avec Tarente, avec les mêmes demandes que Postumius et son ambassade. Les Tarentins, effrayés par l'approche de l'armée romaine, sont divisés sur la conduite à tenir : l'aristocratie, favorable à un rapprochement avec les Romains, est prête à accepter les conditions de paix mais les démocrates préfèrent engager les hostilités. C'est dans ce contexte que ces derniers demandent l'aide de Pyrrhus Ier, roi d'Épire.
En 281 av. J.-C., les légions romaines commandées par Lucius Aemilius Barbula avancent sur Tarente et commencent à ravager la campagne autour de la ville puis l'assiègent malgré les renforts envoyés aux Tarentins par les Samnites et les Messapiens. Conscients qu'ils ne pourront pas soutenir un long siège face aux Romains, les Tarentins renouvellent leur appel auprès de Pyrrhus, demandant cette fois son intervention en Italie. Ce dernier, qui a été formé à l'art de la guerre auprès de Démétrius Poliorcète, souverain de Macédoine, accepte de venir en aide aux Tarentins, voyant là l'opportunité d'étendre l'influence de son royaume sur la Grande-Grèce et la Sicile et peut-être de fonder un état unifié dans le sud de l'Italie,. De plus, Pyrrhus ne peut ignorer l'appel de Tarente étant donné le soutien apporté par la cité dans la conquête de Corcyre en 281 et la tentative de reconquête de la Macédoine, perdue en 285. Le roi d'Épire fait parvenir sa décision aux Tarentins par l'intermédiaire de son ambassadeur Cinéas, juste avant que la ville ne cède face aux Romains, les aristocrates tarentins étant alors prêts à négocier une paix, ayant déjà désigné le stratège Agis pour mener les négociations.
Les négociations sont brusquement interrompues avec l'arrivée de Cinéas, accompagné de 3 000 soldats placés sous le commandement de Milon,. Ce corps expéditionnaire est rapidement envoyé, en avant du gros des troupes, afin de contrôler l'aristocratie et l'empêcher de traiter avec Rome. Si Pyrrhus n'avait pas accepté de soutenir Tarente, la guerre aurait pu se terminer facilement et rapidement. Les troupes de Barbula se replient, incapables de prendre d'assaut la ville de Tarente, harcelées par les machines de guerre des navires ennemis qui patrouillent dans le golfe. Barbula évite des pertes trop importantes en plaçant les prisonniers de guerre du côté de la colonne exposée aux tirs ennemis,. Le plan de Pyrrhus est de venir en aide à Tarente pour chasser les Romains de Grande-Grèce puis de se diriger vers la Sicile pour attaquer les Carthaginois.

### Débarquement de Pyrrhus en Italie (280)
Avant de quitter l'Épire, Pyrrhus requiert le soutien de différents souverains helléniques, le royaume d'Épire n'étant pas assez riche et puissant pour soutenir seul une guerre en Italie. L'aide vient d'Antiochos Ier, roi des Séleucides, d'Antigone II Gonatas, fils de Démétrios Poliorcète et du roi de Macédoine, Ptolémée Kéraunos, qui promet d'envoyer une armée de 4 000 fantassins, 5 000 cavaliers et 50 éléphants de guerre pour défendre l'Épire pendant l'expédition de Pyrrhus en Italie. Pyrrhus fait également appel à des mercenaires comme les cavaliers de Thessalie ou les frondeurs de Rhodes.
Au printemps 280 av. J.-C., Pyrrhus atteint les côtes de l'Italie et fait débarquer un corps expéditionnaire près de Brundisium. Ce débarquement n'était probablement pas prévu à cet endroit mais une tempête qui a endommagé ses navires l'a forcé à débarquer ses troupes plus tôt. Après avoir reçu le soutien des Messapiens, il se dirige vers Tarente où il établit son camp en mai,. Il attend l'arrivée des navires restants puis, laissant à Tarente une garnison de 3 000 hommes sous les ordres de Cinéas, il déplace son camp vers le sud pour l'établir près d'Héraclée. Il impose aux Tarentins une large participation dans l'effort de guerre et lève de lourds impôts, décrète une mobilisation générale et fait exécuter ou déporter les aristocrates favorables à la paix. En effrayant ainsi les Tarentins et en exigeant la remise d'otages, Pyrrhus s'assure la loyauté des habitants, évitant ainsi de répéter les mauvaises expériences vécues par Alexandre le Molosse et Cléonyme quelques années plus tôt.

### Forces en présence (280)

#### Italiotes et royaume d'Épire
Les Italiotes, c'est-à-dire les habitants grecs des cités de Grande-Grèce, qui se rangent du côté de Pyrrhus Ier, fournissent des contingents et 20 000 cavaliers recrutés parmi les Samnites, les Lucaniens et les Bruttiens. De son côté, le roi d'Épire a débarqué en Italie en 280 av. J.-C. à la tête de plus de 25 000 hommes dont 20 000 hoplites organisés en phalange, 3 000 cavaliers comprenant des troupes de Thessalie, 2 000 archers, 500 frondeurs de Rhodes et 20 éléphants de guerre,. En Italie, il rejoint les 3 000 hypaspistai, infanterie d'élite, commandés par le général Milon. En plus de son armée, Pyrrhus met les Tarentins à contribution en procédant à une mobilisation générale. Les éléments recrutés sont mêlés aux soldats qui proviennent d'Épire afin d'éviter qu'ils ne se révoltent.

#### République romaine
Les Romains doivent diviser leur armée sur deux fronts étant donné que dans le nord, la guerre contre les Étrusques n'est pas terminée. L'armée romaine, qui compte à cette époque huit légions, soit près de 80 000 hommes, est divisée en quatre. Une première armée est placée sous le commandement du consul Tiberius Coruncanius. Il a pour objectif d'attaquer les Étrusques de Vulci et Volsinies, et de les empêcher de s'allier à Pyrrhus. Une deuxième armée est déployée près de Rome, chargée de protéger la ville au cas où Pyrrhus tente une attaque. Le reste des troupes est divisé en deux autres armées placées sous le commandement général du consul Publius Valerius Laevinus. Elles sont envoyées en opération dans le sud de l'Italie. La première partie, commandée par Barbula, stationne près de Venusia afin d'empêcher les Samnites et les Lucaniens de rejoindre les troupes de Pyrrhus,. La deuxième partie, placée sous les ordres de Publius Valerius Laevinus, consul pour l'année 280,, envahit la Lucanie.
L'armée commandée par Publius Valerius Laevinus se compose de deux légions de citoyens romains et deux ailes de socii, les alliés italiens, comprenant chacune 4 200 à 5 000 fantassins, soit un total estimé entre 16 800 et 20 000 hommes. À cette armée s'ajoutent 2 400 cavaliers et le contingent de 4 000 hommes envoyé à Rhêgion pour protéger la ville,.

### La bataille d'Heraclée et ses conséquences (280)

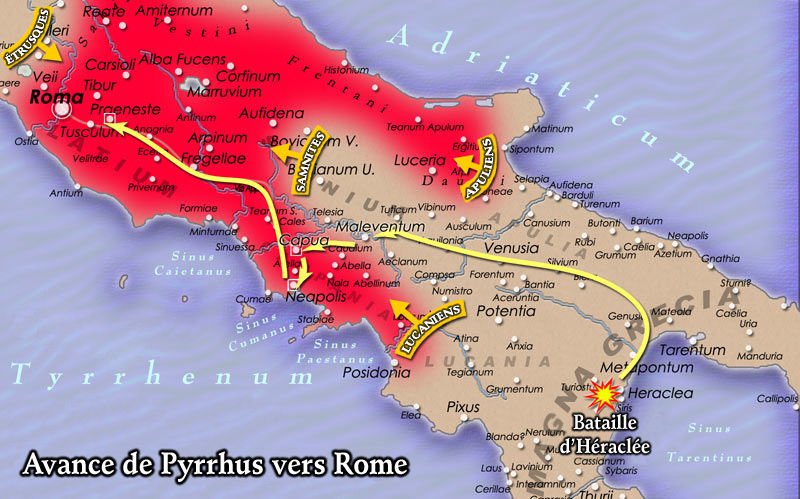
Avance de Pyrrhus vers Rome après la bataille d'Héraclée.

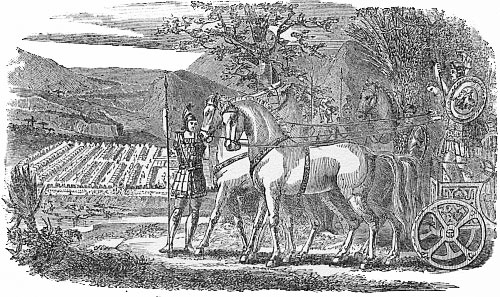
Pyrrhus observant un camp romain, History of Pyrrhus de Abbott (1901).

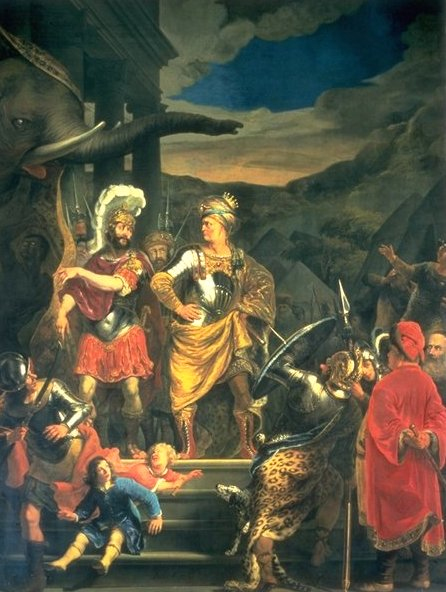
Pyrhus tente d’impressionner Fabricius en lui présentant un éléphant, Ferdinand Bol (1656).

Au début de l'été 280, Pyrrhus marche contre Laevinus alors que les Romains sont en supériorité numérique, les Italiques n'ayant pas pu faire leur jonction avec son armée. Le premier affrontement entre Romains et Épirotes se déroule en Lucanie, dans la plaine d'Héraclée, à l'embouchure du Sinni, en juillet,. Malgré la surprise d'être confrontés à des éléphants de guerre, des animaux que les Romains n'ont jamais affronté jusqu'à présent, ces derniers résistent face aux phalanges jusque dans la soirée. Mais ils sont finalement vaincus avec l'intervention de la cavalerie de Pyrrhus, laissant près de 7 000 tués et 1 800 prisonniers, soit près de la moitié des effectifs engagés. Pyrrhus laisse 4 000 morts sur le champ de bataille sur 25 000 hommes engagés, des pertes plus faibles que celles des Romains mais plus difficiles à combler étant donné la difficulté de faire parvenir des renforts en Italie. De leur côté, même si leurs pertes sont plus importantes, les Romains peuvent plus facilement recruter de nouvelles troupes. Pyrrhus parvient à renforcer son armée grâce à des renforts envoyés par les Lucaniens, les Bruttiens et les Messapiens ainsi que par quelques cités grecques comme Crotone ou Locri qui, à la nouvelle de sa victoire, décident de se joindre à lui.
La bataille semble avoir créé une cohésion solide entre les Grecs et les peuples italiques opposés aux Romains, une alliance que les Tarentins attendent depuis longtemps. Même les Bruttiens se sont révoltés,. Les villes grecques d'Italie se rangent derrière Pyrrhus. Les habitants de Locri et Crotone expulsent leur garnison romaine. À Rhêgion, dernière position de la côte ionienne encore contrôlée par les Romains, le préteur campanien Decius Vibullius qui commande la garnison fait massacrer une partie de la population, prend la tête du reste des habitants et se rebelle contre Rome en se proclamant administrateur de la ville,,. Il s'allie ensuite aux Mamertins qui ont pris Messine en 288 et y ont fondé un nouvel état.
Pyrrhus a appris que le consul Laevinus s'est replié en Apulie, près de Venusia, occupé à assurer les soins aux blessés et à réorganiser l'armée en attendant des renforts, et que le consul Coruncianus est engagé en Étrurie. Il en profite pour avancer jusqu'à Rome en suivant le tracé de la via Latina avec l'intention de pousser les alliés des Romains à se révolter et former une alliance avec les Étrusques. Lors de son avance sur Rome, Pyrrhus marque une halte à Naples qu'il tente de retourner contre les Romains mais la manœuvre échoue et pendant le temps nécessaire aux négociations, Laevinus s'est replié dans Capoue,. Pyrrhus continue de progresser vers Rome, ravageant la région de la Liri et de Fregellae, jusqu'à Anagnia et peut-être Préneste,,. Il est possible que les Romains l'aient laissé avancer dans le Latium afin de prendre son armée en tenaille. En effet, Coruncianus parvient à traiter avec les Étrusques et se met en marche depuis le nord de l'Étrurie vers Pyrrhus. Dans le même temps, Barbula et Laevinus convergent depuis le sud. Les ressources de Pyrrhus étant trop limitées, ce dernier tente de traiter. Caius Fabricius Luscinus est alors envoyé comme ambassadeur auprès de Pyrrhus afin de négocier la libération des prisonniers romains. Le roi d'Épire est impressionné par la personnalité de l'ambassadeur et lui aurait même fait confiance au point de le laisser repartir avec les prisonniers avec la promesse de les restituer si ses conditions de paix sont rejetées par le Sénat. Ces dernières, très dures, permettent la libération des prisonniers si Rome restitue les territoires conquis sur les Samnites, les Dauniens, les Lucaniens et les Bruttiens, renonçant par là à la conquête du sud de l'Italie, lui laissant ainsi le champ libre. Selon les auteurs antiques, Appius Claudius Caecus, parvenu à un âge avancé, serait sorti de sa retraite politique afin de convaincre le Sénat de repousser la proposition,.
Pyrrhus commence à éprouver des difficultés à ravitailler ses troupes. Faire venir les provisions depuis l'Épire par mer coûte cher, mais les récupérer sur place est trop risqué, Pyrrhus risquant de s'aliéner les peuples italiens qui pourraient dès lors faire cause commune avec les Romains. Le roi d'Épire tente de négocier avec le Sénat romain afin de régler le problème, menaçant Rome avec son armée. Il envoie Cinéas qui s'exprime avec éloquence devant le Sénat, mais le consul Appius Claudius Caecus, chef de file des partisans de l'intransigeance, coupe court à toute négociation, conscient de la situation périlleuse dans laquelle se trouve Pyrrhus et confiant dans la capacité des Romains à remplacer leurs pertes rapidement. Ces derniers ont même été jusqu'à mobiliser les prolétaires, une première dans l'histoire de Rome, pour renforcer les légions. Dans sa Vie de Pyrrhus, Plutarque rapporte la teneur de son discours.

« [...] Appius Claudius, personnage illustre que sa vieillesse et la perte de la vue avaient éloigné des affaires publiques et forcé de ne plus s’en mêler, informé des propositions de Pyrrhus et du bruit qui courait par la ville que le Sénat allait décréter le traité, ne put contenir son indignation : il ordonna à ses gens de le prendre et de le porter au Sénat. [...] Appius prend la parole à l’instant même [devant le Sénat] : « Jusqu’aujourd’hui, Romains, dit-il, je m’affligeais, certes, de la perte de mes yeux ; mais maintenant je suis malheureux, outre ma cécité, de n’être pas sourd aussi, et d’avoir à entendre que vous vous laissez aller à des délibérations et à des avis honteux, et qui ternissent la gloire de Rome. Qu’est devenue cette opinion que vous aviez donnée de vous à l’univers ? On disait que si ce fameux Alexandre le Grand était venu en Italie, et qu’il fût entré en lutte avec vous, jeunes alors, et vos pères encore dans la force de l’âge, on ne le chanterait pas aujourd’hui comme un héros invincible ; mais que sa fuite, ou sa mort sur nos champs de bataille aurait agrandi la célébrité de Rome. Ce n’était donc que jactance et bravades [...] puisque vous tremblez devant un Pyrrhus, qui n’a jamais été que le courtisan et le valet d’un des gardes d’Alexandre. Aujourd’hui même ce n’est pas tant pour secourir les Grecs d’Italie, que pour échapper aux ennemis qui le pressent dans son pays, qu’il est venu vagabonder dans nos campagnes ; il vous offre de vous guider à des conquêtes avec son armée, et cette armée ne lui a pas suffi pour conserver une faible portion de la Macédoine. Et ne croyez pas vous débarrasser de lui par un traité d’amitié ; mais vous attirerez sur vous ses alliés, qui vous mépriseront comme gens dont on a bon marché, si vous laissez Pyrrhus s’en aller, impuni des torts qu’il vous a faits ; que dis-je ? ayant obtenu pour salaire des insultes qu’il a adressées aux Romains, les Tarentins et les Samnites. » Les paroles d’Appius tournèrent tous les esprits à la guerre ; et l’on congédia Cinéas avec cette réponse : « Que Pyrrhus évacue l’Italie ; après cela, s’il en a besoin, il parlera d’amitié et d’alliance. Mais tant qu’il sera les armes à la main dans l’Italie, les Romains lui feront la guerre de toutes leurs forces, quand même il aurait défait en bataille dix mille Lévinus. » »

— Plutarque, Vies parallèles, Pyrrhus, 19, 1-5

### La deuxième défaite romaine à Ausculum (279)
Le refus de négocier des Romains oblige Pyrrhus à battre en retraite. Il regagne les quartiers d'hiver près de Tarente. Les opérations militaires reprennent au printemps 279 et se déroulent dans le nord de l'Apulie. Pyrrhus assiège Venusia et tente de détacher l'Apulie de son alliance avec Rome. Durant l'été, l'ensemble des forces romaines, commandées par les consuls Publius Sulpicius Saverrio et Publius Decius Mus, engagent le combat près d'Ausculum, sur les rives de l'Aufide,. En face, Pyrrhus a refait ses forces en intégrant dans son armée des éléments italiques qu'il mêle aux éléments grecs afin de donner plus de mobilité à son armée, s'inspirant du modèle de l'armée romaine.
Après une bataille de deux jours, les Romains subissent une nouvelle défaite, malgré la mise au point de chars à faux adaptés au combat contre les éléphants. Ils perdent près de 6 000 hommes sur les 40 000 engagés (quatre légions et les troupes alliées). Les auteurs antiques ont transformé cette défaite en bataille indécise et y ont incorporé un nouvel épisode de devotio prononcée par Publius Decius Mus. Il s'agit du troisième membre de la même famille qui se serait ainsi sacrifié durant une bataille, après le grand-père lors de la bataille de Suessa (340) et le père lors de la bataille de Sentinum (295),. L'épisode est peu probable et semble être une invention destinée à minimiser la défaite subie par les Romains.
De son côté, Pyrrhus, légèrement blessé durant la bataille, subit également de lourdes pertes, entre 3 000 et 3 500 tués. Bien que moins importantes, elles affaiblissent durement son armée, le contraignant à se retirer malgré la victoire. Il aurait déclaré, à la fin de la bataille, alors qu'on le félicite pour sa victoire : « une autre victoire sur les Romains et nous sommes ruinés ». C'est de cet épisode qu'est née l'expression de « victoire à la Pyrrhus », devenue proverbiale. Pyrrhus demeure ensuite inactif pendant un an, envoyant seulement une nouvelle ambassade menée par Cinéas au Sénat romain, avec les mêmes exigences que précédemment. La proposition de paix est de nouveau rejetée par les Romains.
C'est peut-être à la suite de cette bataille et du retrait de Pyrrhus qui prépare son expédition en Sicile que les Carthaginois envoient 120 navires commandés par Magon jusqu'à Ostie afin de conclure un quatrième traité avec les Romains. Selon ce traité, en fait le renouvellement d'un ancien traité pour la troisième fois, les Romains s'engagent à ne pas signer de paix séparée avec Pyrrhus. En échange, Carthage promet un soutien financier et met à disposition des Romains une partie de sa flotte.

« Au temps de la descente de Pyrrhus, avant que les Carthaginois pensassent à la guerre de Sicile, les Romains firent avec eux un troisième traité, où l'on voit les mêmes conventions que dans les précédents, mais on ajoute que si les uns ou les autres font alliance par écrit avec Pyrrhus, ils mettront cette condition, qu'il leur sera permis de porter du secours à ceux qui seront attaqués, que, quel que soit celui des deux qui ait besoin de secours, ce seront les Carthaginois qui fourniront les vaisseaux, soit pour le voyage, soit pour le combat, mais que les uns et les autres paieront à leurs frais la solde à leurs troupes, que les Carthaginois secourront les Romains même sur mer, s'il en est besoin, et qu'on ne forcera point l'équipage à sortir d'un vaisseau malgré lui. »

— Polybe, Histoires, III, V

### L'intervention de Pyrrhus en Sicile (278 à 276)

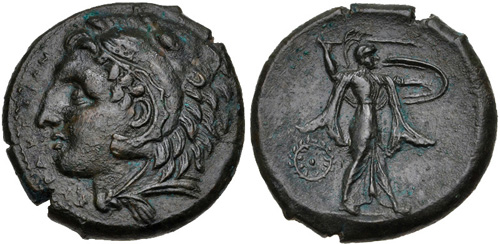
Pièce frappée à Syracuse (278-276) montrant Pyrrhus Ier revêtu d'une peau de lion. Au revers, la figure d'Athéna Promachos.

#### Des succès fulgurants (278)
En 278, Pyrrhus reçoit deux offres en même temps : d'une part les cités grecques de Sicile dont Agrigente, Syracuse et Léontinoi, proposent d'expulser les Carthaginois de la moitié occidentale de l'île et d'autre part, les Macédoniens lui demandent de monter sur le trône pour succéder au roi Ptolémée Kéraunos, tué lors de l'invasion de la Macédoine et de la Grèce par les Gaulois. Après réflexion, Pyrrhus pense plus avantageux de s'aventurer en Sicile et décide donc de quitter le Sud de l'Italie, sans avoir réussi à conclure de traité avec les Romains. Il laisse tout de même environ 12 000 hommes en Italie, des troupes placées en garnison et qui ne sont pas destinées à engager des actions en son absence.
En septembre 278, Pyrrhus débarque en Sicile près de Taormina, après avoir évité les Campaniens de Rhêgion et les Mamertins de Messine, à la tête d'une armée forte de 37 000 hommes. Il s'empare de Catane puis se dirige vers Syracuse où l'annonce de son approche suffit à lever le blocus maritime que les Carthaginois imposent à la ville. À Syracuse, Pyrrhus reçoit un accueil triomphal. Il est accueilli comme un sauveur par la population locale qui se rassemble derrière lui et le proclame roi de Sicile,. Puis il progresse rapidement à travers l'île, passant d'Agrigente à Erice qui est prise rapidement, pourtant une des villes carthaginoises les mieux défendues. D'autres villes comme Ségeste et Ietas font leur reddition. Pyrrhus partage les terres conquises entre ses deux fils, Hélénos en Sicile et Alexandre en Italie.

#### Les premiers revers (277)
En 277, Pyrrhus s'empare de nouveau d'Erice, entraînant la reddition des autres cités grecques contrôlées par les Carthaginois. Ces derniers, plutôt que de défendre les grandes villes de Palerme et d'Héracléa Minoa, concentrent leur force à Lilybaeum, ville portuaire située à l'extrémité occidentale de l'île, facile à ravitailler et donc en mesure de soutenir un long siège. Ils entament des négociations de paix avec Pyrrhus, allant à l'encontre du traité conclu avec Rome, et se montrent prêts à payer des indemnités et à fournir des navires pour ramener l'armée de Pyrrhus en Italie à condition de conserver le contrôle de Lilybaeum. Mais Pyrrhus refuse et exige que les Carthaginois quittent l'île, la mer séparant l'île des côtes africaines constituerait dorénavant la frontière entre les territoires grecs et puniques. Les Carthaginois refusent à leur tour et les hostilités reprennent. À l'automne 277, Pyrrhus assiège Lilybaeum pendant deux mois mais ne voulant pas que le conflit s'enlise dans un long siège, il finit par renoncer,.

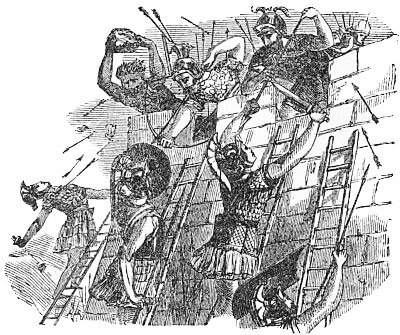
Les troupes de Pyrrhus à l'assaut des murs de Lilybaeum, History of Pyrrhus de Abbott (1901).

Échec de l'expédition et retour en Italie (276)
En 276, Pyrrhus se retire à Syracuse. Il semble qu'il projette de débarquer en Afrique pour porter la guerre sur les terres carthaginoises. Cette expédition nécessite une importante levée de fonds qui provoque une révolte générale des habitants de l'île. Pyrrhus réprime les soulèvements et son attitude despotique entraîne une chute de sa popularité. Il se comporte comme un tyran et fait éliminer ses opposants. Pendant ce temps, tout en soutenant les Carthaginois dans leur lutte contre Pyrrhus, les Romains refont leurs forces et reprennent le contrôle sans rencontrer de résistance des territoires perdus dans les Pouilles et en Lucanie. Ils mettent définitivement fin aux révoltes des Osques et des Samnites et assiègent de nouveau Tarente durant l'hiver 276, sur terre et sur mer grâce à la flotte carthaginoise. Menacée, Tarente appelle de nouveau Pyrrhus à l'aide. Ce dernier est contraint de quitter la Sicile à cause de son impopularité et de l'échec de ses préparatifs pour une expédition en Afrique. Il retourne en Italie à l'automne 276, sous prétexte de porter secours à Tarente, sans pouvoir renforcer son armée, les cités grecques ayant pris en main leur propre défense et ne fournissant plus un effort de guerre commun.
Lors de la traversée du détroit de Messine entre la Sicile et l'Italie, Pyrrhus subit une défaite navale durant laquelle la flotte syracusaine est coulée. Sur les cent vingt navires de guerre engagés, Pyrrhus n'en conserve que douze, perdant à l'occasion une part importante du butin qu'il ramène de Sicile. Il débarque finalement à Locri et livre le trésor du temple de Perséphone au pillage, afin de compenser ses pertes et payer ses troupes. Pyrrhus tente ensuite d'enlever Rhêgion aux Campaniens, mais ces derniers, soutenus par les Mamertins de Messine, lui font subir des pertes importantes,. Pyrrhus renonce et s'installe à Tarente où il réorganise son armée et rassemble les troupes restées en Italie avec celles qui reviennent de Sicile.

### La bataille de Bénévent (275)
En 275, les hostilités contre les Romains reprennent. Le commandement de l'armée romaine est confié aux consuls Manius Curius Dentatus et Lucius Cornelius Lentulus. Ces derniers forment deux armées distinctes, afin d'obliger Pyrrhus à faire de même. Dentatus opère dans le Samnium tandis que Lentulus pénètre en Lucanie. Pyrrhus remonte depuis l'Apulie vers le nord, à travers le Samnium et marche contre Dentatus.
Le dernier affrontement entre Pyrrhus et les Romains a lieu à la fin du printemps 275, à Maleventum, dans une région montagneuse. Le terrain accidenté ne permet pas à Pyrrhus de déployer sa cavalerie et est peu propice aux manœuvres des éléphants de guerre, pourtant les deux points forts de son armée qui lui ont permis de sortir victorieux des deux derniers affrontements contre les Romains. Ces derniers sont solidement retranchés sur une position en hauteur. Pyrrhus tente de les déloger lors d'une mission nocturne mais la ruse échoue. Le lendemain, les combats se déroulent en contrebas du camp romain. Les troupes de Pyrrhus ne peuvent résister face aux Romains commandés par le consul Manius Curius Dentatus. Il subit une lourde défaite, son armée étant affaiblie par l'impossibilité d'utiliser convenablement la cavalerie et les éléphants, affectant le moral du reste des troupes déjà entamé par les revers essuyés en Sicile. Les Romains parviennent à capturer certains éléphants qui paraîtront à Rome lors du triomphe décerné à Dentatus pour sa victoire.
Pendant ce temps, l'autre armée romaine commandée par le deuxième consul Lucius Cornelius Lentulus, défait les alliés italiques de Pyrrhus, les Samnites et les Lucaniens, lors de la batailles des Campi Arusini. Lentulus obtient également les honneurs du triomphe.

## Conséquences

Conquêtes romaines de 500 à 218. En orange pâle, les territoires acquis après la guerre contre Pyrrhus et la prise de Tarente.

Après la défaite de Bénévent, Pyrrhus abandonne ses projets en Italie et à l'automne 275, il retourne en Épire. Ne souffrant pas trop des pertes en hommes et en argent qu'a entraînées la campagne en Italie, Pyrrhus se lance deux ans plus tard dans une nouvelle expédition contre Antigone II Gonatas dont il sort victorieux, ce qui lui permet de reprendre le trône de Macédoine. Il meurt peu de temps après, en 272 lors du siège d'Argos, alors qu'il essaye de conquérir le Péloponnèse.
Il laisse à Tarente une garnison placée sous les ordres de son fils Hélénos et de son principal général, Milon. En 274, alors que Pyrrhus prépare sa campagne dans le Péloponnèse, il rappelle son fils Hélénos et une partie des troupes laissées en Italie. En 273, le consul Caius Claudius Canina défait les Samnites, les Lucaniens et les Bruttiens. Ces peuples sont définitivement soumis l'année suivante, en 272, quand les consuls Spurius Caruilius Maximus et Lucius Papirius Cursor battent respectivement les Samnites et les Lucaniens et Bruttiens. Peu après, les Romains fondent la colonie de Paestum,.
À Tarente, l'aristocratie, dirigée par Nicon et favorable à la conclusion d'un accord avec Rome, entre en conflit avec Milon, surtout après le départ d'Hélénos en 274. Après avoir tenté de prendre le contrôle de la ville, les partisans de Nicon se réfugient dans une ville voisine, Héraclée ou Métaponte. Ils concluent alors une paix avec Rome. Après sa victoire sur les Lucaniens et les Bruttiens, Lucius Papirius Cursor assiège Tarente. Milon sait qu'il ne peut espérer aucune aide extérieure depuis la mort de Pyrrhus. Il finit par traiter avec les Romains, capitulant en échange du droit de quitter l'Italie pour l'Épire à la tête de ses hommes. Tarente obtient le statut de ville alliée, conserve une autonomie administrative mais perd toute indépendance politique. La chute de Tarente entraîne presque immédiatement la reddition des autres cités grecques comme Métaponte, Thourioi ou encore Locri.
Rhêgion, dont la garnison capouane s'est révoltée sous le commandement du général campanien Decius Vibullius, est reprise en 271 ou 270 par le consul Caius Genucius Clepsina. Les mutins sont sévèrement châtiés pour leur trahison alors qu'ils ont été utilisés par Rome depuis leur révolte, recevant même des renforts,. Finalement, c'est toute l'Italie méridionale qui tombe sous le contrôle des Romains. Rome achève ainsi sa conquête de la Grande-Grèce italienne avec un coût en hommes assez élevé : selon Tite-Live, Rome perd 16 000 citoyens entre 281 et 275. Une colonie est fondée sur le site de Maleventum en 268, rebaptisée Beneventum en souvenir de la victoire romaine, à l'origine du nom actuel de Bénévent.
C'est lors de la guerre contre Pyrrhus que le monde grec prend la mesure de la puissance politique et militaire de Rome et de plus en plus de regards se tournent vers l'Italie. Les souverains helléniques commencent à réellement s'intéresser à cette nouvelle puissance du pourtour méditerranéen et envoient des ambassades, entamant des relations diplomatiques sérieuses. L'annexion de la Campanie a progressivement conduit Rome dans une expansion vers le sud, les Romains reprenant les ambitions des Campaniens, et l'entraîne vers les guerres puniques devenues inévitables malgré les différents traités conclus. Dès 264, sous prétexte de porter secours aux Mamertins de Messine, les Romains mettent pour la première fois le pied en Sicile.

## Jeux
- 2018 : Pyrrhus Imperator (Vae Victis no 143), jeu de plateau réaliste de Patrick Receveur, simulant la campagne d'Italie de Pyrrhus contre Rome et Carthage.

### Ouvrages généraux
- (it) Giovanni Brizzi, Storia di Roma : 1.Dalle origini ad Azio, Bologne, Pàtron, 1997
- (it) Giacomo Devoto, Gli antichi Italici, Florence, Vallecchi, 1951
- (fr) Pierre Grimal, La civilisation romaine, Paris, Flammarion, 1981
- (fr) Jacques Heurgon, Rome et la Méditerranée occidentale : jusqu'aux guerres puniques, Paris, Presses universitaires de France, coll. « Nouvelle Clio », 1993 3e  éd., 477 p. (ISBN 978-2-13-045701-5 et 2-13-045701-0), p. 335-345
- (fr) Marcel Le Glay, Rome : I. Grandeur et déclin de la République, Paris, Perrin, coll. « Tempus », 2005, 515 p. (ISBN 978-2-262-01897-9)
- (fr) Patrick Receveur, "Pyrrhus, le modèle d'Hannibal", HistoricOne, 2024,
- (it) Chiara Melani, Francesca Fontanella et Giovanni Alberto Cecconi, Storia illustrata di Roma Antica : dalle origini alla caduta dell'Impero, Florence, Giunti Gruppo Editoriale, 2000 (ISBN 88-09-01748-X)
- (it) Luigi Pareti et Angelo Russi, Storia della regione Lucano-Bruzzia nell'antichità, Rome, Edizioni di Storia e Letteratura, 1997 (ISBN 978-88-87114-23-2)
- (it) Howard H. Scullard, Storia del mondo romano, Milano, Rizzoli, 1992

### Ouvrages sur la conquête romaine de l'Italie
- (fr) Dominique Briquel et Giovanni Brizzi, « Pyrrhus : la rencontre de Rome et de l'hellénisme », dans François Hinard (dir.), Histoire romaine : Tome I, des origines à Auguste, Fayard, 2000 (ISBN 978-2-213-03194-1), p. 293-336
- (fr) Patrick Receveur, "Pyrrhus d’Épire: une légende guerrière", dans Vae Victis no 143, 2018, p. 36-39
- (en) Ross Cowan, « The Pyrrhic War », dans For the Glory of Rome: a history of warriors and warfare, MBI Publishing Company, 2007, 287 p., p. 19-37
- (it) Guido Clemente, « Basi sociali e assetti istituzionali nell'età della conquista », dans Arnaldo Momigliano et Aldo Schiavone, Storia di Roma. Vol. II/1, Torino, Einaudi, 1990 (ISBN 978-88-06-11741-2)
- (it) Guido Clemente, « Dal territorio della città all'egemonia in Italia », dans Arnaldo Momigliano et Aldo Schiavone, Storia di Roma. Vol. II/1, Torino, Einaudi, 1990 (ISBN 978-88-06-11741-2)
- (it) Emilio Gabba, « La società romana fra IV e III secolo », dans Arnaldo Momigliano et Aldo Schiavone, Storia di Roma. Vol. II/1, Torino, Einaudi, 1990 (ISBN 978-88-06-11741-2)
- (it) Domenico Musti, « La spinta verso il Sud : espansione romana e rapporti "internazionali" », dans Arnaldo Momigliano et Aldo Schiavone, Storia di Roma. Vol. I, Turin, Einaudi, 1990 (ISBN 978-88-06-11741-2)
- (fr) André Piganiol, La conquête romaine, Presses universitaires de France, 1995 (7e  éd.), 704 p. (ISBN 978-2-13-047065-6)